# Lilla Djupen
Lilla Djupen är en sjö i Smedjebackens kommun i Dalarna och ingår i Norrströms huvudavrinningsområde.